# アー川
アー川（アーがわ、Aa）は、フランス北部を流れる川であり、長さは約89kmである。
ノール＝パ・ド・カレー地域圏のブルトス近郊が水源である。グラヴリーヌ付近で北海に流れ込んでいる。Aaとは古オランダ語で川を意味する。
サントメール北部郊外のアー川とヌフォセ運河などの河川・運河が交錯する地帯には大きな水路網を有する湿地・オードマロワ湿地があり、ヨシ原、泥炭地の森林、草地などが発達している。ハナイ、Ranunculus lingua、ヒメシダ、ドクゼリ、Oenanthe fluviatilis、Stratiotes aloidesを含むフランスの水生植物種の3分の1がここで見られ、一帯にはヨーロッパウナギなど26種の魚類、ヌマホオヒゲコウモリなど13種のコウモリおよびスゲヨシキリ、オガワコマドリ、ヨーロッパヨシキリ、ハシボソヨシキリ、ヨーロッパチュウヒなどの鳥類が生息している。この地は2008年にラムサール条約登録地となり、2013年にユネスコの生物圏保護区となった。
川は工場廃水によりひどく汚染されていて、環境問題となっている。